# Дени Папен
Денѝ Папѐн (на френски: Denis Papin) е френски физик, математик и изобретател, работил през по-голямата част от живота си в Англия и Германия. Той създава едни от първите прототипи на парна машина.
Дени Папен е роден през 1647 в Шитене и първоначално посещава йезуитско училище в родния си град. От 1661 до 1669 учи в университета в Анже, като завършва медицина. През 1673, докато работи с Кристиан Хюйгенс и Готфрид Лайбниц, започва да се интересува от използването на вакуум за генериране на движение.
Папен е хугенот и, поради нарастващата религиозна нетърпимост във Франция по времето на Луи XIV, прекарва по-голямата част от живота си в чужбина. През 1675 заминава за Лондон, където до 1679 работи с Робърт Бойл. Резултатите от работата си публикува в „Continuation of New Experiments“ (1680). През този период той изобретява устройство, подобно на тенджера под налягане, предназначено за извличане на мазнините от животински кости.
През 1687 Дени Папен напуска Лондон и заминава за Германия. През 1690, по време на пребиваването му в Лайпциг, той конструира първият модел на бутален парен двигател. През 1704 създава прототип на кораб, задвижван от парния двигател, който е директно свързан към задвижващите гребла. Папен продължава работата си върху парните двигатели и през 1705, с помощта на Готфрид Лайбниц, конструира нов модел. Той се основава на изобретението на Томас Сейвъри, но използва налягането на парата, а не атмосферното налягане.
През 1707 Папен се връща в Лондон, като оставя жена си в Германия. През последните си години той е напълно разорен и не е известно кога и къде е починал. Последното сведение за него е писмо, което е написал на 23 януари 1712. Предполага се, че е починал в Лондон.